# The Brotherhood of Eternal Love
La Hermandad del Amor Eterno (en inglés: The Brotherhood of Eternal Love) fue una organización de distribuidores y consumidores de drogas psicodélicas que operó entre mediados de los años 1960 hasta 1972 en Orange County, California, en los Estados Unidos.
Si bien fue creada por John Griggs como una comuna enmarcada en el movimiento hippie, en 1969 se advocarían a la manufactura, importación y distribución de LSD y hachís, con lo que pasan a la ilegalidad. Inician esta actividad con el fin declarado de motivar una "revolución psicodélica" en los EE. UU. También fueron conocidos en los medios como la mafia hippie.
Adquirieron notoriedad tras pagar US$25.000 a la organización de izquierda radical The Weather Underground con el fin de financiar el escape de prisión del psicólogo y gurú de la psicodelia Timothy Leary, y su posterior escape a Argelia, en 1970.
Las actividades de la Hermandad como organización terminaron tras una redada antidrogas en California, Oregón y Maui el 5 de agosto de 1972, aunque los miembros que lograron escapar continuaron con su actividad en solitario. Las detenciones esporádicas se dieron hasta 2009. En 2010 Nicholas Schou publica un libro sobre la Hermandad.